# Bring 'Em In
《Bring 'Em In》은 2005년 9월 27일, 실버톤 레코드를 통해 발매된 미국의 블루스 음악가 버디 가이의 열세 번째 스튜디오 음반이다. 이 음반은 거의 전적으로 버디 가이가 커버한 곡들로 구성되어 있으며, 이 아티스트의 원곡 하나만 포함되어 있다.
이 음반은 카를로스 산타나 (기타), 트레이시 채프먼 (보컬), 존 메이어 (기타), 켑모 (기타), 앤서니 해밀턴 (보컬), 로버트 랜돌프 (페달 스틸), 키스 리처즈 (기타)를 포함한 다른 아티스트들과의 많은 협업을 특징으로 한다.

## 평가
| 전문가 평가      | 전문가 평가                                                                          |
| 평가 점수        | 평가 점수                                                                            |
| 출처             | 점수                                                                                 |
| ---------------- | ------------------------------------------------------------------------------------ |
| AllMusic         | [ 1 ]                                                                                |
| Blogcritics      | (positive)                                                                           |
| Rolling Stone    | 3/별                                                                                 |
| Robert Christgau | (3-star Honorable Mention) · (3-star Honorable Mention) · (3-star Honorable Mention) |

미국 빌보드 200으로 152위에 달했고, 《빌보드》 블루스 음반 차트에서는 2위, 톱 히트시커스에서는 5위를 기록했다. 제48회 그래미 어워드에서는 최우수 컨템포러리 블루스 앨범상에 올랐다. 프랑스 음반 차트에서는 합계 9주 톱 200에 진입해 최고 137위를 기록했다.
숀 웨스터고어는 올뮤직에서 5점 만점에 3점을 줘 "배킹은 종종 열정적이라기보다는 프로페셔널한 방향으로 가버렸고, 가이의 연주는 탄탄하지만 상차림은 반드시 그에게 맞는다고 할 수는 없다"면서도 로버트 랜돌프나 키스 리처즈의 연주에 관해서는 "곡에 잘 맞고 훌륭하게 기여하고 있다"고 평했다.

## 곡 목록
| #   | 제목                                                  | 작사·작곡                               | 재생 시간 |
| --- | ----------------------------------------------------- | --------------------------------------- | --------- |
| 1.  | 〈Now You're Gone〉                                   | 커티스 메이필드, 조지프 스콧            | 5:03      |
| 2.  | 〈Ninety Nine and One Half〉                          | 에디 플로이드, 스티브 크로퍼, 윌슨 피켓 | 3:48      |
| 3.  | 〈What Kind of Woman Is This〉                        | 버디 가이                               | 5:17      |
| 4.  | 〈Somebody's Sleeping in My Bed〉                     | 앨런 A. 존스, 베티 크러처               | 6:25      |
| 5.  | 〈I Put a Spell on You〉 (Feat. 카를로스 산타나)      | 스크리밍 제이 호킨스                    | 4:04      |
| 6.  | 〈On a Saturday Night〉                               | 플로이드, 크로퍼                        | 3:18      |
| 7.  | 〈Ain't No Sunshine〉 (Feat. 트레이시 채프먼)         | 빌 위더스                               | 3:25      |
| 8.  | 〈I've Got Dreams to Remember〉 (Feat. 존 메이어)     | 조 록, 오티스 레딩, 젤마 레딩           | 4:56      |
| 9.  | 〈Lay Lady Lay〉 (Feat. 앤서니 해밀턴, 로버트 랜돌프) | 밥 딜런                                 | 4:35      |
| 10. | 〈Cheaper to Keep Her/Blues in the Night〉            | 맥 라이스, 해럴드 알렌, 조니 머서       | 6:18      |
| 11. | 〈Cut You Loose〉                                     | 멜 런던                                 | 7:39      |
| 12. | 〈The Price You Gotta Pay〉 (Feat. 키스 리처즈)       | 켑모                                    | 3:41      |
| 13. | 〈Do Your Thing〉                                     | 아이작 헤이스                           | 4:07      |